# Amber Heard
Amber Laura Heard, ameriška igralka, * 22. april 1986, Austin, Teksas, Združene države Amerike.
Po vrsti manjših vlog je leta 2006 dobila prvo glavno vlogo v grozljivki Vsi fantje so zatreskani v Mandy Lane. Prvič je postala prepoznavna s stranskimi vlogami v filmih Ne predaj se (2008) in Zadetki: Ananas ekspres (2008). Leta 2017 se je Heardova pridružila razširjenemu vesolju DC (DCEU) z vlogo atlantidske princese Mere v filmu o superjunakih Liga pravičnih, pozneje pa je vlogo ponovila v filmih Aquaman (2018), Liga pravičnih Zacka Snyderja (2021) ter Aquaman in izgubljeno kraljestvo (2023). Poleg igranja je Heardova tudi globalna predstavnica kozmetičnega giganta L'Oréal Paris in aktivistka za človekove pravice.
Heardova je bila med letoma 2015 in 2017 poročena z igralcem Johnnyjem Deppom. Njuna ločitev je pritegnila veliko medijske pozornosti, saj je Heardova trdila, da je bil Depp ves čas njunega razmerja do nje nasilen. Leta 2018 je Depp tožil založnike britanskega tabloida The Sun zaradi obrekovanja in obtožil Heardovo, da je namesto tega ona zlorabila njega in ustvarila prevaro. Leta 2020 je Depp tožbo izgubil, saj je sodnik ugotovil, da so bile Heardine obtožbe dokazane v skladu s civilnim standardom. V začetku leta 2019 je Depp tožil Heardovo zaradi obrekovanja v članku o nasilju v družini, ki ga je napisala za časopis The Washington Post. Leta 2020 je Heardova vložila nasprotno tožbo proti Deppu. Sodni postopek Depp proti Heardovi se je začel v Virginiji aprila 2022.

## Osebno življenje
Heard je bila od leta 2008 do 2012 v razmerju s fotografinjo Tasyo van Ree. Heard je med razmerjem spremenila priimek v van Ree in leta 2014 vrnila svoje rojstno ime. Leta 2009 je bila aretirana zaradi nasilja v družini na mednarodnem letališču Seattle Tacoma v zvezni državi Washington, potem ko je domnevno udarila van Reejevo. Heardova se je naslednji dan pojavil na okrožnem sodišču King County v Seattlu, vendar ni bila obtožena. Aretacija je bila objavljena leta 2016 med njeno ločitvijo od igralca Johnnyja Deppa. Heardin medijski predstavnik je nato podal izjavo, v kateri je van Ree dejala, da je bila "neupravičeno" obtožena in da je bil incident "napačno razlagan in pretirano senzacionaliziran", hkrati pa je spomnila na "namige o mizognem odnosu do nas, ki se je kasneje zdel homofobičen, ko so izvedeli, da sva intimna partnerja in ne samo 'prijatelja'« in dodal, da sta Heardova in ona »skupaj preživela 5 čudovitih let in si še danes ostajata blizu«.